# Список персонажів «Сейлор Мун»

Постер до аніме 1992 року з головними героїнями

В цій статті наведено список персонажів франшизи «Сейлор Мун», створенних манґакою Такеуті Наоко. Дія серіалу відбувається в Токіо, Японія. Група Сейлор Захисників (яп. セーラー戦士, Sērā Senshi), що складається з десяти дівчат-чарівниць, бореться зі злодіями, які прагнуть захопити Землю, Сонячну систему та Чумацький Шлях.
Кожна Захисниця проходить трансформацію, яка надає їй уніформу у власних тематичних кольорах та силу однієї зі стихій. Захисниці названі на честь планет Сонячної системи, за винятком Землі, однак включно з Місяцем. Більшість персонажів є людьми з надзвичайними силами та магічними здібностями, але зустрічаються й антропоморфні тварини та іншопланетні форми життя.

## Дійові особи
Цукіно Усаґі (яп. 月野 うさぎ, Tsukino Usagi)
Головна героїня Усаґі Цукіно була звичайною школяркою. Після зустрічі з кішкою Луною, що вміє розмовляти, вона отримала здібність перетворюватися у воїтельку Сейлор Мун. Застосовує свої сили для захисту тих, хто їй дорогі:283–284:209. Закохана у Чібу Мамору.
Сейю: Міцуїсі Котоно та Аракі Кае
Чіба Мамору (яп. 地場 衛, Chiba Mamoru)
Мамору — учень старшої школи (в аніме його зробили на кілька років старшим і він там студент університету). У дитинстві з батьками потрапив в автомобільну аварію. Батьки загинули, а сам Мамору забув, хто він. Перевтілюється у Такседо Камена (Такседо Маска в західних адаптаціях) і кидає троянди. В першій аніме-адаптації у нього практично відсутні інші сили. Але за манґою і в другій частині аніме-адаптації він має Смокінгову бомбу Такседо, може знайти особу в будь-якому куточку Землі, а також телепатично спілкуватися зі своїми підданими. Він, як і інші воїни, переродився у новому часі й в майбутньому стане Королем Кришталевого Тисячоліття Ендіміоном, чоловіком Нео Королеви Сереніті та батьком їхньої доньки Маленької Леді Цукіно Усаґі, або як її кличуть у минулому Чібіуси. А ще він носій золотого зоряного зерна, яке захищає Землю і є місцевим відповідником Легендарного Срібного Кристалу.
Сейю: Фуруя Тору
Мідзуно Амі (яп. 水野 亜美, Mizuno Ami)
Тиха та розумна однокласниця Усагі. Ходять чутки, що її IQ дорівнює 300. Вона може перетворюватися у воячку на ім'я Сейлор Меркурій, що використовує силу води. Мріє стати лікаркою, коли виросте.
Сейю: Хісакава Ая
Хіно Рей (яп. 火野 レイ, Hino Rei)
Є служницею в шінтоїстському храмі, тому може відчувати присутність зла і виганяти духів навіть не перетворюючись на Сейлор-воїтельку. Ставши Сейлор Марс, вона також отримує здатність керувати вогнем. Вона займається в приватній католицькій школі на відміну від інших дівчат. Рей єдина з усіх персонажів має чисто японську зовнішність.
Сейю: Томідзава Мічіе
Кіно Макото (яп. 木野 まこと, Kino Makoto)
Дуже висока і сильна як для японської школярки. Перетворившись на Сейлор Юпітер, може управляти блискавками та трохи рослинами. Батьки Макото загинули в авіакатастрофі, тому живе сама по собі. Володіє карате та вправно готує.
Сейю: Сінохара Емі
Айно Мінако (яп. 愛野 美奈子, Aino Minako)
Спочатку боролася одна в образі Сейлор Ві:Act 9, але потім до неї приєдналися решта воїтельок. У Мінако є супутник — кіт Артеміс. Вона перетворюється в Сейлор Венеру.
Сейю: Фукамі Ріка